# Anatalone
Anatalone, anche Anatelon, Anatalo, Anatolo, Anatolio, Anatalofle, Anatelofl o Anatolofle (II secolo – III secolo), è stato un vescovo latino.
Fu vescovo di Milano all'inizio del III secolo. Viene venerato come santo dalla Chiesa cattolica, la sua ricorrenza si celebra il 24 settembre.

## Biografia
Non si hanno notizie certe sul conto di questo vescovo, che probabilmente fu tra i primi della diocesi milanese.
Le prime informazioni agiografiche giungono sul finire dell'VIII secolo dall'opera Gesta episcoporum Mettensium di Paolo Diacono, nelle quali lo scrittore longobardo riporta che Anatalone era stato uno dei discepoli di san Pietro e che era stato lui stesso a inviarlo a Milano come primo vescovo della diocesi.  In alcuni cataloghi bizantini sui discepoli del Signore (VII-VIII sec.), Anatalone è presentato come un discepolo di san Barnaba apostolo,  che avrebbe sofferto delle persecuzioni di Nerone senza rimanerne ucciso, ma costretto semplicemente a vivere nell'oscurità della propria carica.
La leggenda sulla sua vita, ad ogni modo, vuole che sant'Anatalone fece edificare una chiesa dedicata al Salvatore su un precedente tempio del dio Mercurio o Apollo, nel luogo in cui oggi a Milano sorge la chiesa di San Giorgio al Palazzo.
Alla sua morte, alcune delle reliquie (consistenti essenzialmente in pezze di lino che si erano trovate a contatto con il suo corpo) vennero portate a Milano, nella cappella intitolata ad Concilia Sanctorum, probabilmente attorno al V secolo. Il suo luogo di sepoltura rimase a lungo ignoto, ma nella basilica milanese di San Babila vi si celebrava la sepoltura simbolica.
Un documento milanese del 1263 aggiunge che sant'Anatalone sarebbe stato sepolto nella chiesa di San Fiorano a Brescia, ove si riteneva fosse stato anche primo vescovo; a confermare questa tesi si ebbe il ritrovamento nel 1472 di alcune delle sue reliquie, che vennero successivamente traslate solennemente nella cattedrale della città, ove ancora oggi sono oggetto di grande venerazione.